# ナオミの夢
「ナオミの夢」（ヘブライ語: אני חולם על נעמי；ラテン文字転写：ANI HOLEM AL NAOMI，英語: I Dream of Naomi）は、1970年のイスラエルの楽曲。ヘドバとダビデ（ヘドバ・アムラニ（ヘブライ語版）　とダビデ・タル（ヘブライ語版））の著名な歌である。1970年開催の世界47ヶ国の代表が出場した第1回東京国際歌謡音楽祭（後の世界歌謡祭）でグランプリを受賞し、イスラエルと日本において有名になった。

## 概要
1970年、ヘドバとダビデは日本の東京国際歌謡音楽祭に参加した。しかし当初彼らには音楽祭に参加するための作品がなく、イスラエル人の作曲家・編曲家のデビッド・クリボシェにオリジナル作品の制作を支援してもらうために問い合わせた。クリボシェは当時シュトラウス・エリート（現：シュトラウス）のコーヒーのCMソング作曲のために尽力していた。ヘドバとダビデはそのメロディーを気に入り、東京国際歌謡音楽祭においてそのメロディーを使うことを決めた。
ヘドバとダビデはそのメロディーに歌詞を付けてもらうため、イスラエル人のソングライターであり詩人であるティルザー・アタールの許へ相談に出向いた。アタールは作詞を行った。後述するように本作は日本語に翻訳され評価を受けて販売され、後に日本において大成功をもたらすこととなる。
本作は、イスラエルでは「בואו נטייל（散歩に行こう）」のB面曲として発売された。
東京国際歌謡音楽祭でグランプリに輝いたため急遽レコード会社が発売を決め、帰国直前の2人を引き止めほとんど意味を教えずに日本語の歌詞を覚えさせて1週間そこそこで日本語版をレコーディングした。B面にイスラエルで唄っているオリジナルのヘブライ語版を入れることを条件に、翌71年1月25日日本語版が発売された。1971年4月19日にオリジナル・コンフィデンス誌（オリコン）総合チャートで第1位を獲得、4週に亘って連続1位を獲得し、67万枚のヒットとなった。当時、オリコンのチャートが始まってまだ3年余りの時期ながら、第1位を記録した5組目の洋楽アーティストになっている。本作の日本語版の売上は数十万部であるとされている。非日本人歌手にとっては大きな売上とみなされた。また同時にイスラエルでも成功がもたらされた。本作は『イスラエルの声』の1971年の歌謡パレードにおいても流された。1971年12月時点で、売上は100万枚以上に達している。
その後もヘドバとダビデは来日し、テレビ番組にて本作を披露、特に1991年1月3日放送のフジテレビ『オールスター爆笑ものまね紅白歌合戦!!』では「ご本人ゲスト」の中の一組として出演、本曲のものまねを披露していたビジーフォー（ヘドバ役はグッチ裕三、ダビデ役はモト冬樹）と共演した。
本作は2011年、103FMラジオにおけるヘブライ語の安息日の歌謡コンテストに参加し、最も愛されているヘブライ語の歌の百選の中の1つとして入選した。
2009年11月22日、作曲者であるデビッド・クリボシェが1970年の第1回東京国際歌謡音楽祭における本作歌唱時の映像と音源をYouTubeで公開した。
2015年8月8日、NHK総合テレビの音楽番組「第47回思い出のメロディー」で披露された。この番組に出演するため、ヘドバが来日した。ダビデは1999年に死去していたため、ダビデのパートを山内惠介が歌い、「ヘドバと惠介」名義で披露された。

## 内容
“ナオミ” は旧約聖書「ルツ記」にも登場する欧米ではポピュラーな女性の名前で、ヘブライ語で “幸せ” や “和み” を意味する。イスラエル等では女性の名前でよく付けられている。その韻を踏んだ本作は9個の節（verse）が含まれている。第1節において、語り手はナオミの場所、愛していること、その夢を叙述する。彼は隠喩的な音楽が彼女を華麗にしていると考えているとなぞらえている。その次の節において、ナオミのイメージはいわば心の中で思考する世界というものから逸脱している。そして、彼は例えば第2節におけるように現実と想像上のすべてのあらゆるものを愛しているように見える。

## 日本語盤
ヘドバとダビデの歌唱による日本語盤は1971年1月25日、日本ビクター（音楽レコード事業部、現在のJVCケンウッド・ビクターエンタテインメント）のRCAレーベルより発売された（訳詞：片桐和子／作曲：デビッド・クリボシェ／編曲：馬飼野俊一）。
オリジナル7インチシングル盤規格品番：SS-1987。B面には原曲のオリジナル・ヘブライ語版「אני חולם על נעמי；（ANI HOLEM AL NAOMI）」（作詞：ティルザー・アタール）が収録されている。後にジャケットを改め再発された。

### 収録曲
1. ナオミの夢（日本語版）（2分54秒）[10]
日本語詞：片桐和子／作曲：デビッド・クリボシェ／編曲：馬飼野俊一
2. ナオミの夢（ヘブライ語版）（3分06秒）[10]
作詞：ティルザー・アタール／作曲・編曲：デビッド・クリボシェ

## 主なカバー
- 雪村いづみ（1970年）第1回東京国際歌謡音楽祭歌唱グランプリ受賞曲『涙』のB面。
- ザ・ピーナッツ（1972年）
- フラワー・メグ（1972年）『ささやき・ためいき・もだえ』収録。
- 鄭薫姫（朝鮮語版）（1972年）韓国語カバー。
- Be-2（1987年）シングル。
- 東京パフォーマンスドール（1990年）『Cha-DANCE Party Vol.1』収録。歌唱：篠原涼子、川村知砂（原宿ジェンヌ）
- ジ・エキセントリック・オペラ（1997年）『HYMME』収録[11]。ヘブライ語カバー。
- ANNA（1999年）
- クリスタルキング（未発表曲）2003年にベスト・アルバムに収録。
- 矢島美容室（2010年）『おかゆいところはございませんか?』収録。歌唱：ナオミ・カメリア・ヤジマ(DJ OZMA)。またDJ OZMA（綾小路翔）は自身がプロデュースする会員制パブ・六本木 masurao（2017年閉店）にて毎年、「BARナオミの夢」というイベントを開催していた[12]。
- 八神純子（2012年）『VREATH（ブレス）~My Favorite Cocky Pop~』収録。
- チャラン・ポ・ランタン（2016年）『借り物協奏』収録。

## 著作権等
JASRACに於いては2018年現在、外国作品／出典：PJ (サブ出版者作品届)   ／作品コード：0I1-2515-9 ANI HOLEM AL NAOMI として登録。「アーティスト」として25名が登録されている。
本作の出版者は、MUSIC UNLIMITED。日本におけるサブ出版はヤマハミュージックエンタテインメントホールディングスである。